# Coppa della Palestina
La Coppa della Palestina (in arabo كأس فلسطين للأمم‎?, Kaʾs Filasṭīn lil-ʾUmam) è stata una competizione calcistica alla quale parteciparono le squadre nazionali dei Paesi arabi aderenti alla UAFA. 

## Storia
La prima edizione ha avuto luogo in Iraq nel 1972, mentre l'ultima edizione si è svolta nel 1975. L'edizione del 1977 è stata annullata. La nazione che conta più vittorie è l'Egitto, con due edizioni vinte. La competizione è stata ufficiosamente la sostituta della Coppa araba durante la lunga interruzione che si è avuta tra il 1966 e il 1985, anche se i titoli non vengono conteggiati nell'albo d'oro di quest'ultima.

## Albo d'oro
| Vittorie | Nazione | Anno/i     |
| -------- | ------- | ---------- |
| 2        | Egitto  | 1972, 1975 |
| 1        | Tunisia | 1973       |

## Edizioni
| Coppa delle Nazioni Arabe | Coppa delle Nazioni Arabe | Coppa delle Nazioni Arabe | Coppa delle Nazioni Arabe | Coppa delle Nazioni Arabe | Coppa delle Nazioni Arabe | Coppa delle Nazioni Arabe | Coppa delle Nazioni Arabe | Coppa delle Nazioni Arabe |
| ------------------------- | ------------------------- | ------------------------- | ------------------------- | ------------------------- | ------------------------- | ------------------------- | ------------------------- | ------------------------- |
| Anno                      | Paese Ospitante           |                           | Finale                    | Finale                    | Finale                    | Finale per il terzo posto | Finale per il terzo posto | Finale per il terzo posto |
| Anno                      | Paese Ospitante           | Campione                  | Risultato                 | 2º posto                  | 3º posto                  | Risultato                 | 4º posto                  |                           |
| 1972 Dettagli             | Iraq                      | Egitto                    | 3 - 1                     | Iraq                      | Algeria                   | 3 - 1                     | Siria                     |                           |
| 1973 Dettagli             | Libia                     | Tunisia                   | 4 - 0                     | Siria                     | Algeria                   | 0 - 0 (dts) 3 - 0 (dtr)   | Iraq                      |                           |
| 1975 Dettagli             | Tunisia                   | Egitto                    | 1 - 0 (dts)               | Iraq                      | Sudan                     | 1 - 0                     | Siria                     |                           |
| 1977 Dettagli             | Arabia Saudita            | Annullata                 | Annullata                 | Annullata                 | Annullata                 | Annullata                 | Annullata                 |                           |

## Piazzamenti
| Squadra | 1º | 2º | 3º | 4º |
| Egitto  | 2  | 0  | 0  | 0  |
| Tunisia | 1  | 0  | 0  | 0  |
| Iraq    | 0  | 2  | 0  | 1  |
| Siria   | 0  | 1  | 0  | 2  |
| Algeria | 0  | 0  | 2  | 0  |
| Sudan   | 0  | 0  | 1  | 0  |

## Partecipazioni e prestazioni nelle fasi finali
| Nazionale            | 1972 | 1973 | 1975 | Partecip. | Vittorie |
| -------------------- | ---- | ---- | ---- | --------- | -------- |
| Egitto               | 1°   | 1T   | 1°   | 3         | 2        |
| Tunisia              | -    | 1°   | 1T   | 2         | 1        |
| Iraq                 | 2°   | 4°   | 2°   | 3         | -        |
| Algeria              | 3°   | 3°   | -    | 2         | -        |
| Siria                | 4°   | 2°   | 4°   | 3         | -        |
| Libia                | 1T   | 1T   | 1T   | 3         | -        |
| Palestina            | 1T   | 1T   | 1T   | 3         | -        |
| Yemen del Sud        | 1T   | 1T   | 1T   | 3         | -        |
| Emirati Arabi Uniti  | -    | 1T   | 1T   | 2         | -        |
| Kuwait               | 1T   | -    | -    | 1         | -        |
| Qatar                | 1T   | -    | -    | 1         | -        |
| Yemen del Nord       | -    | 1T   | -    | 1         | -        |
| Sudan                | -    | -    | 3°   | 1         | -        |
| Arabia Saudita       | -    | -    | 1T   | 1         | -        |
| Mauritania           | -    | -    | R    | 1         | -        |
| Somalia              | -    | -    | R    | 1         | -        |
| Squadre partecipanti | 9    | 10   | 12   | Edizioni  | 3        |

Legenda: 1° = Primo classificato, 2° = Secondo classificato, 3° = Terzo classificato, 4° = Quarto classificato, 1T = Eliminato al primo turno, R = Ritirato, - = Non qualificato

## Nazioni ospitanti
| Edizioni | Nazione | Anno/i |
| -------- | ------- | ------ |
| 1        | Iraq    | 1972   |
| 1        | Libia   | 1973   |
| 1        | Tunisia | 1975   |

## Esordienti
| Anno | Paese ospitante | Nazionali esordienti                                                         |
| 1972 | Iraq            | Algeria, Egitto, Iraq, Kuwait, Libia, Palestina, Qatar, Siria, Yemen del Sud |
| 1973 | Libia           | Emirati Arabi Uniti, Tunisia, Yemen del Nord                                 |
| 1975 | Tunisia         | Arabia Saudita, Mauritania, Somalia, Sudan                                   |